# Syndrome de Barakat
Le syndrome de Barakat, connu aussi sous le nom de syndrome HDR, est une maladie rare caractérisée par une hypoparathyroïdie, une surdité neurosensorielle et une maladie rénale. Il s'agit d'une maladie génétique autosomique dominante à pénétrance incomplète et expressivité variable décrite pour la première fois par Amin J. Barakat (en) et ses collaborateurs en 1977.

## Signes et symptômes
Le syndrôme de Barakat est un trouble génétique du développement dont la diversité clinique est caractérisée par une hypoparathyroïdie, une surdité neurosensorielle et une maladie rénale. La surdité neurosensorielle apparaît généralement pendant l'enfance ou l'adolescence. Les personnes touchées présentent généralement une hypocalcémie, une tétanie ou des convulsions afébriles à tout âge. La perte auditive est généralement bilatérale et peut aller d'une déficience légère à profonde. La maladie rénale comprend le syndrome néphrotique, le rein kystique, la dysplasie rénale, l'hypoplasie ou l'aplasie, la déformation pelvicaléciale, le reflux vésico-urétéral, la maladie rénale chronique, l'hématurie, la protéinurie et la cicatrisation rénale.
Les autres caractéristiques signalées comprennent : une déficience intellectuelle, des ovaires polykystiques, des caractéristiques faciales particulières, un accident vasculaire cérébral ischémique et une rétinite pigmentaire.

## Génétique
Le syndrome de Barakat est une maladie rare héréditaire à transmission autosomique dominante,.
Dans la majorité des cas, le défaut est localisé sur le chromosome 10p (locus de la carte génétique : 10pter-p13 ou 10p14-p15.1). L'haploinsuffisance (délétions) du facteur de transcription à doigt de zinc GATA3 ou des mutations dans le gène GATA3 semblent être la cause sous-jacente de ce syndrome. Il provoque l'échec de la spécification du domaine prosensoriel et conduit ensuite à une augmentation de la mort cellulaire dans le canal cochléaire, provoquant ainsi la surdité.
Le spectre de variation phénotypique des personnes affectées étant assez large, le syndrome de Barakat est probablement dû à un trouble haploinsuffisant à faible pénétrance dans lequel le contexte génétique joue un rôle majeur dans la gravité de la maladie,.